# Rawer (I.)
Rawer (oftmals Rawer I., um ihn von anderen gleichnamigen Beamten zu unterscheiden) war ein hoher altägyptischer Beamter in der 5. Dynastie (Altes Reich). Rawer trug verschiedene hohe Titel, darunter vor allem Schreiber der Urkunden des Königs oder Schreiber der Urkunden des Königs in dessen Gegenwart, daneben war er unter anderem auch Königsbekannter. Von seiner eigenen Familie ist nicht viel bekannt. Mit Sicherheit ist nur ein Sohn mit dem Namen Seschemnefer bezeugt, der in der Mastaba des Rawer bestattet wurde. Rawer ist vielleicht im Grab von Seschemnefer (III.) dargestellt, dort erscheint ein Schreiber der Urkunden des Königs, Rawer, der den Inschriften nach sein Bruder war.
Rawer ist vor allem durch seine Mastaba (G 5270) in der Nekropole von Gizeh bekannt. Es handelt sich um einen großen, massiven Bau mit zwei Grabschächten und einer Kultkapelle an der Ostseite. Die Kapelle war einst mit Reliefs dekoriert, doch waren bei der Auffindung des Grabes nur noch wenige erhalten, die den Eingang schmückten. In der Grabanlage fand sich auch die Basis einer Statue des Rawer.